# Skaila Kanga

Skaila Kanga (Índia) é uma harpista e compositora de gênero musical instrumental, meditacional, folclórico, clássico e cristão.

## Biografia
Estudou piano dos 5 aos 17 anos, quando começou a aprender harpa com Tina Bonifácio, harpista da Royal Philharmonic Orchestra de Sir Thomas Beecham.
Começou a sua carreira profissional com a BBC Concert Orchestra e tocando por conta própria com as maiores orquestras regionais e de Londres. O seu trabalho como solista trouxe desempenhos em concertos, transmissões e gravações comerciais com artistas como Frank Sinatra, Barbara Streisand, Elton John, Joan Sutherland, Placido Domingo, Luciano Pavarotti e Kiri te Kanawa, e com compositores como John Willians, Henry Mancini, Ourives de Jerry, Richard Rodney Bennett e Michel Legrand.
Em 1977 uniu-se a Tommy Reilly para formar uma dupla harmônica de harpa e gaita de boca, uma colaboração que trouxe composições originais e gravações de canções folclóricas britânicas e melodias populares. Ela também gravou com harpa todos os grandes trabalhos de câmara franceses, o concerto de Mozart para canelura e harpa, e as músicas de Kreisler e Heifetz com o violinista Xue-Wei. Em 1988 foi designada professora de harpa na Royal Academy of Music e, em 1994 esta academia concedeu-lhe uma bolsa de estudos para pesquisa.